# كرة (كرة الطائرة)

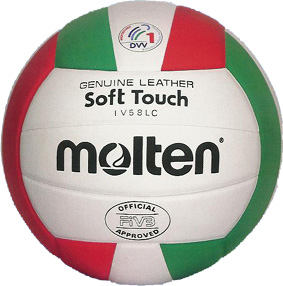
كرة الكرة الطائرة من الشركة المصنعة اليابانية Molten.

كرة رياضة كرة الطائرة هي العنصر الرئيسي فيها، حيث يتنافس فريقان من 6 لاعبين تفصلهما شبكة على رقعة مستطيلة.

## التاريخ
كانت بداية تاريخ كرة مع اختراع رياضة كرة الطائرة في أوائل القرن العشرين. ولدت الكرة، التي سميت لاحقا مينتونت "mintonette" ، كفكرة في مخيلة القس ويليام ج. مورغان ، مدير التربية البدنية في جمعية الشبان المسيحيين في هوليوك ، في ولاية ماساتشوستس. كان القس بحاجة إلى نشاط بدني لتنويع برنامجه التعليمي ، فتخيل رياضة مختلفة عن التنس . فاحتفظ بفكرة الشبكة التي رفعها إلى مترين وتوجب عليه العثور على كرة مناسبة.
كمحاولة أولى، استعمل الكرة المطاطية الموجودة داخل الكرة المستعملة في لعبة كرة السلة، لكنها كانت ثقيلة للغاية. ثم توصل إلى حل وسط باستعمال بالون جلدي يصنعه القساوسة أخف وزنًا من الكرة المطاطية تزن 300 غرام ، وزن يقارب أوزان الكرات المستعملة حاليا. وتطورت الكرة إلى ما هي عليه الآن، وصارت مكونة من مثانة مطاطية وهيكل وسطح خارجي مخيط أو ملصق بغراء.

## التطورات
بمرور الزمن، ركزت الشركات المصنعة على نقطة واحدة هي : تغيير جودة الكرات من خلال العمل على المواد التي تصنع منها.
لا يزال الجلد مادة أولية أساسية. وصار نموذج الكرة ذات الجلد الأبيض مرجعًا من الستينيات وحتى منتصف تسعينيات القرن العشرين عندما عانى من سعر تكلفة المواد الخام. وفي الألعاب الأولمبية الصيفية لعام 1996 ، استبدل الجلد بمواد مركبة، أكثر مقاومة بكثير
حسب ما قاله جينو رونجيون ، من شركة مونتانا، المكلفة بتسويق كرات ميكاسا في فرنسا. اليوم ، تحتوي الكرات على سبيل المثال على رغوة دقيقة تحت سطحها لتخفيف الارتطام بالأصابع. وتوجد الكرة الاصطناعية أيضًا في PVC ، وهي أقل مرونة ولكن أكثر مقاومة ، وتستخدم بكثافة بشكل أساسي في المدارس.
التغيير الرئيسي الأخير ، حدث في عام 1998 بناءً على طلب الاتحاد الدولي للكرة الطائرة ، ويتمثل في تلوين الكرة بالأزرق والأصفر (وقد احتفظ بها كألوان رسمية) من أجل تحسين الرؤية على التلفزيون. منذ الفاتح من يناير 2004، لا يعترف بالكرات ذات الجلد الأبيض ولا يقبلها الاتحاد FIVB.

## الأبعاد
على مدار العقود الماضية ، لم تبتعد خصائص الكرة عن خصائصها الأصلية، من حيث الأبعاد على الأقل. بدأ الوزن بـ 300 غرام وصار حاليا تنظيميا ما بين 260 و 280 غرام، بمحيط ما بين 65 إلى 67 سم. ويجب أن يتراوح ضغط الكرة ما بين 294 و 318 مليبار. وهي ميزات معتمدة لجميع بطولات دوري الرجال.
أما الكرة المستعملة في الكرة الطائرة المصغرة فتختلف معايير قليلا : وزن ما بين 200 إلى 220 غرامًا ، ومحيط من 65 إلى 68 سم أما الضغط فيعادل 171 مليمار.
وتتألف الكرة المستعملة في كرة الطائرة الشاطئية، من مواد أكثر مقاومة وغالبًا ما تكون مصنوعة من مادة PVC ، أمر يحتمه رمل الأرضية. أما قياس محيطها فيتراوح بين 66 و 68 سنتيمترًا ، ولا يتجاوز ضغطها 221 مليمار، الأمر الذي يسمح بتباطؤ حركة الكرة لزيادة مقاومتها للهواء.

## النوادر
كان لهذه الكرة بصمة خاصة في الفيلم السينمائي وحده في العالم للمخرج روبرت زيميكس. حين وجد البطل (توم هانكس ) نفسه بمفرده على جزيرة غير مسكونة فاتخذ من الكرة أنيسا أطلق عليه اسم «ويلسون». منحت كرة الفيلم جائزة في الدورة السادسة من جوائز اختيار النقاد في فئة أفضل شيء غير متحرك.